# حشره‌خوار پاکوتاه کوردیلرای شرقی
 حشره‌خوار پاکوتاه کوردیلرای شرقی (نام علمی: Cryptotis brachyonyx) نام یک گونه از سرده حشره‌خوار گوش‌کوچک است.